# Bergbosreservaat Jaltinski
Bergbosreservaat Jaltinski (Russisch: Ялтинский горно-лесной природный заповедник; Oekraïens: Ялтинський гірсько-лісовий природний заповідник; Krim-Tataars: Yalta dağ-orman tabiat qoruğı; Ялта дагъ-орман табиат къоругъы) is een strikt natuurreservaat gelegen op de Krim. De oprichting tot zapovednik vond plaats op 20 februari 1973 per decreet (№ 84/1973) van de Raad van Ministers van de Oekraïense SSR. De huidige oppervlakte van het gebied bedraagt 145,23 km². Het gebied valt sinds 6 mei 2014, evenals andere natuurreservaten op de Krim, onder het gezag van de Russische Federatie in de Republiek van de Krim.

## Kenmerken
Bergbosreservaat Jaltinski ligt op de zuidelijke hellingen van het Krimgebergte en strekt zich uit over een 40 km lange strook aan de Zwarte Zee, van de plaatsen Foros tot Goerzoef. De bergen bestaan uit sedimentaire gesteenten van verschillende leeftijden. De oudste afzettingen dateren uit het Trias en bestaan uit argilliet, siltsteen en zandsteen. Daarna volgen zandsteen, kalksteen en leisteen uit het Onder Jura. Vanaf 400 meter hoogte zijn gesteenten uit het Boven Jura te vinden, die volledig uit kalksteen bestaan. Het reliëf van het reservaat is bergachtig en wordt doorsneden door talloze diepe kloven en kleine rivieren. Het Krimgebergte vormt in Biosfeerreservaat Jaltinski een 6 tot 8 kilometer brede muur, die enkele honderden meter uit de kust plotseling oprijzen en steile kliffen vormen. Deze kunnen ter hoogte van Foros en Jalta tot 500 meter hoog zijn.

## Flora en fauna
In Bergbosreservaat Jaltinski zijn 1.363 vaatplanten vastgesteld. Tussen de 400 en 900 meter zijn de belangrijkste bosvormende soorten de zwarte den (Pinus nigra pallasiana), es (Fraxinus excelsior), wintereik (Quercus petraea) en oosterse haagbeuk (Carpinus orientalis). De bossen boven 900 meter hoogte bestaan voornamelijk uit zwarte den en oosterse beuk (Fagus orientalis). De hoogste delen worden gedomineerd door bergsteppevegetatie. Interessante zoogdieren in Bergbosreservaat Jaltinski zijn de wezel (Mustela nivalis), steenmarter (Martes foina), das (Meles meles), oostelijke egel (Erinaceus roumanicus), kleine hoefijzerneus (Rhinolophus hipposideros) en grote hoefijzerneus (Rhinolophus ferrumequinum). Ook leven er bijzondere vogels als keizerarend (Aquila heliaca), sakervalk (Falco cherrug), kleine torenvalk (Falco naumanni) en grijze gors (Emberiza cia). Enkele veelvoorkomende reptielen zijn de Taurische hagedis (Podarcis tauricus) en zandhagedis (Lacerta agilis).

## Toerisme
Een van de meest bewonderenswaardige plekken van het reservaat is de Oetsjan-Soe-waterval, gelegen aan de zuidelijke helling van de Aj-Petri. De Oetsjan-Soe-waterval heeft een vrije val van 98 meter en is daarmee de hoogste waterval van de Krim. De naam Oetsjan-Soe betekent "vliegend water" in het Krim-Tataars.

## Afbeeldingen

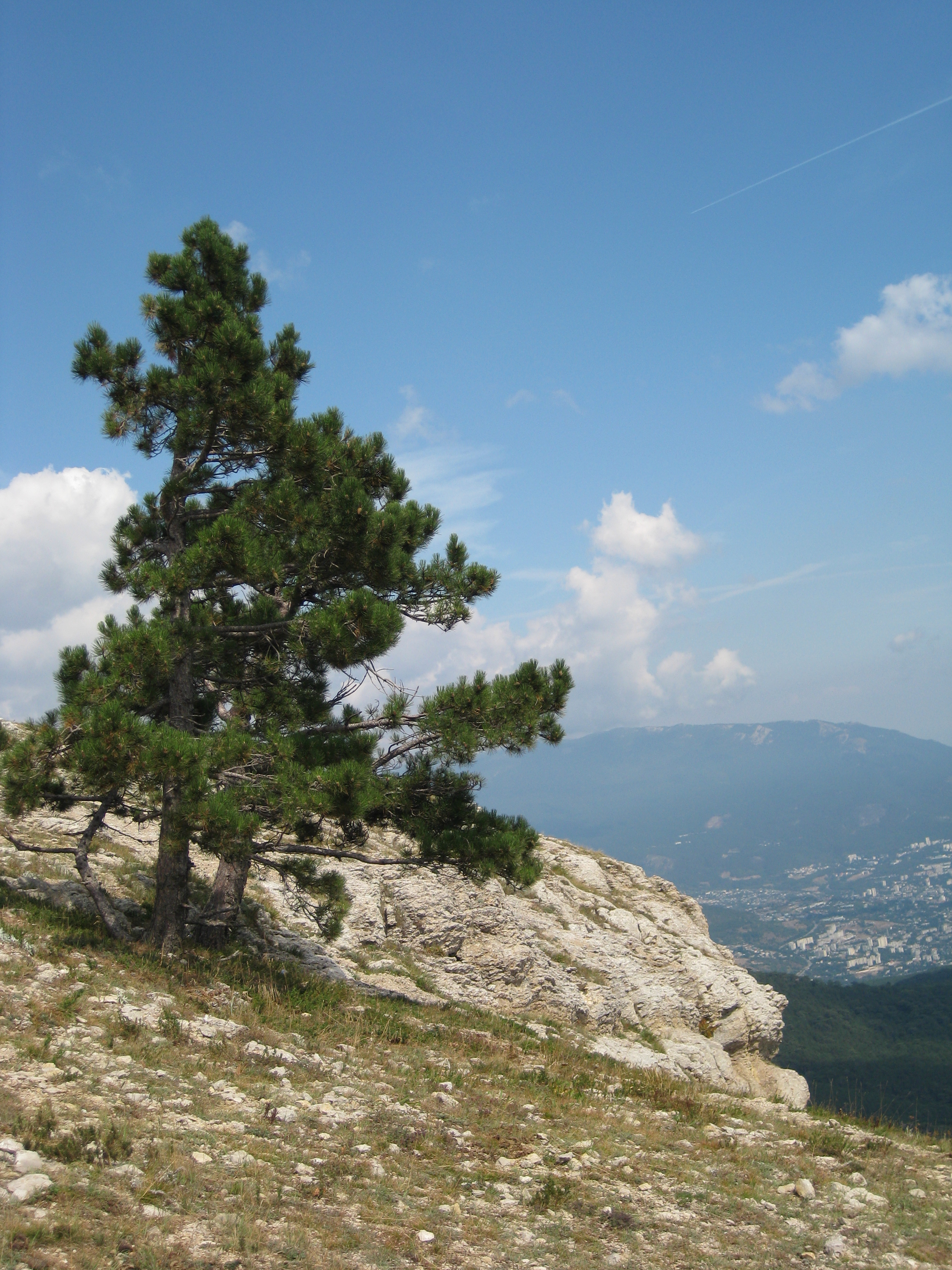
Een eenzame zwarte den (Pinus nigra pallasiana) op een berghelling.
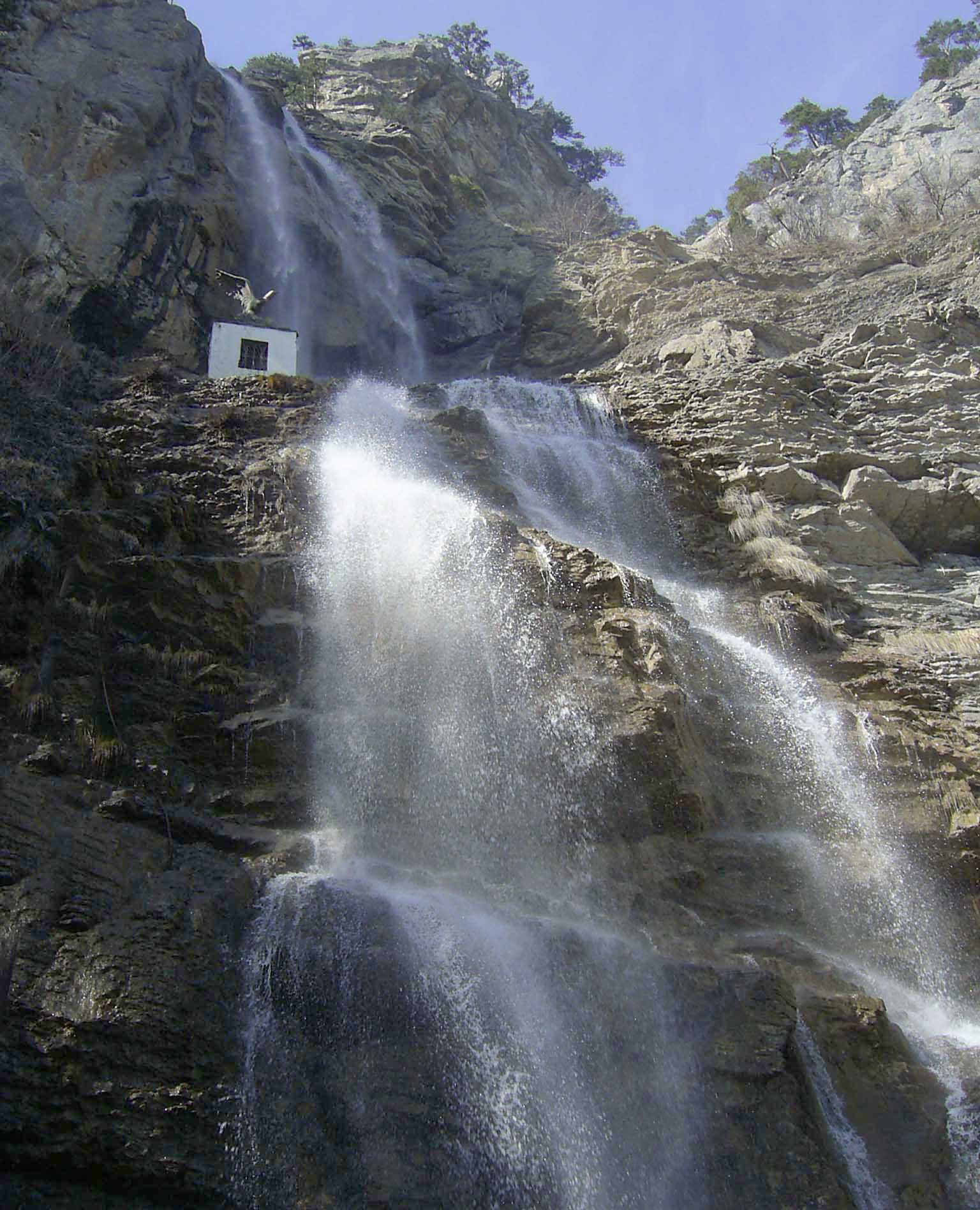
De Oetsjan-Soe-waterval.
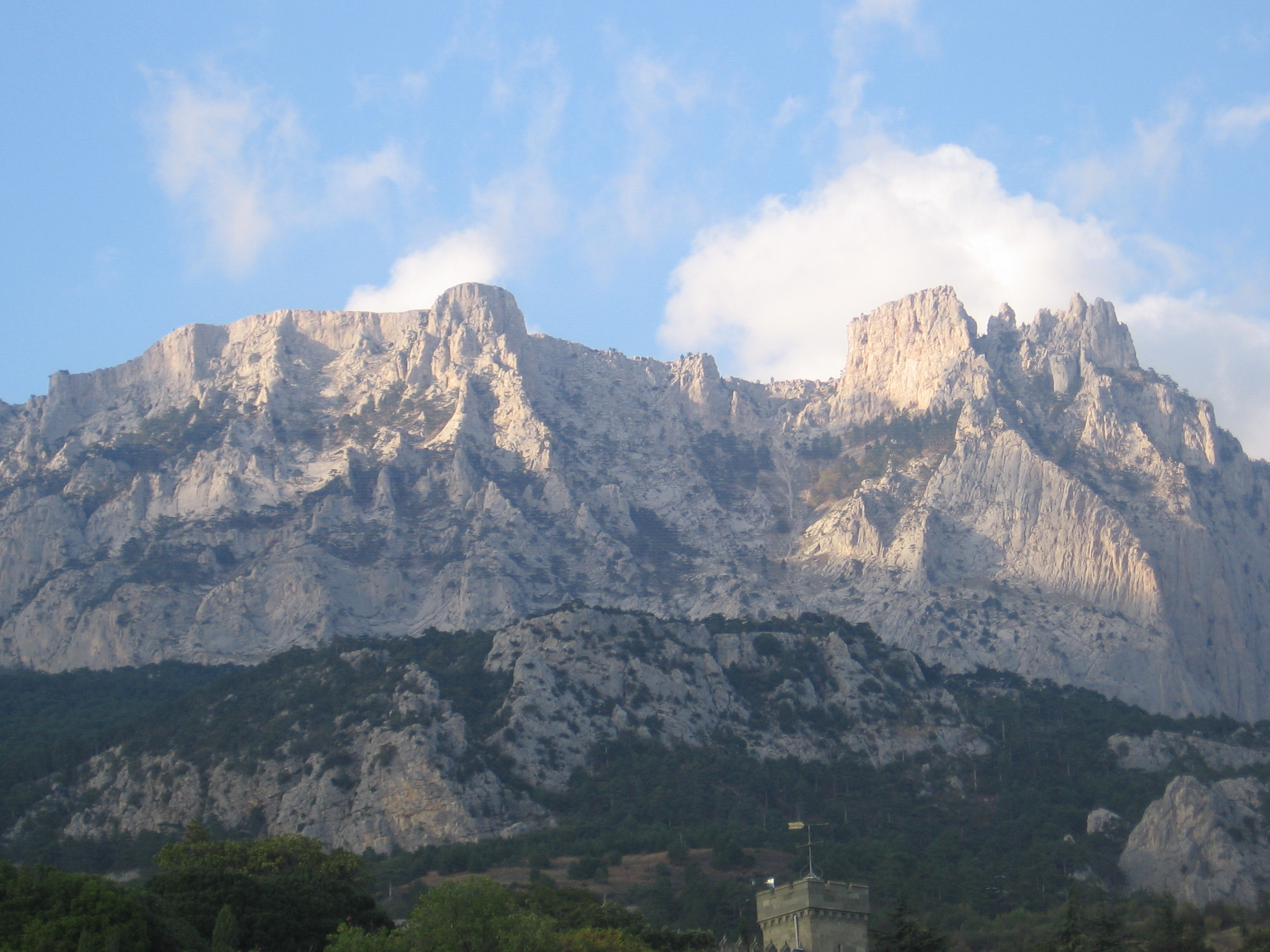
De berg Aj-Petri (1.234 m).
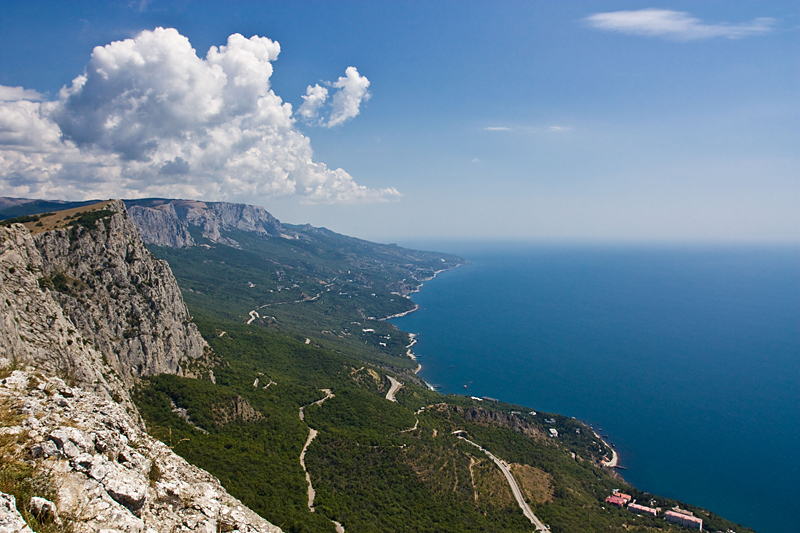
Uitzicht op de Zwarte Zee vanaf het Krimgebergte.
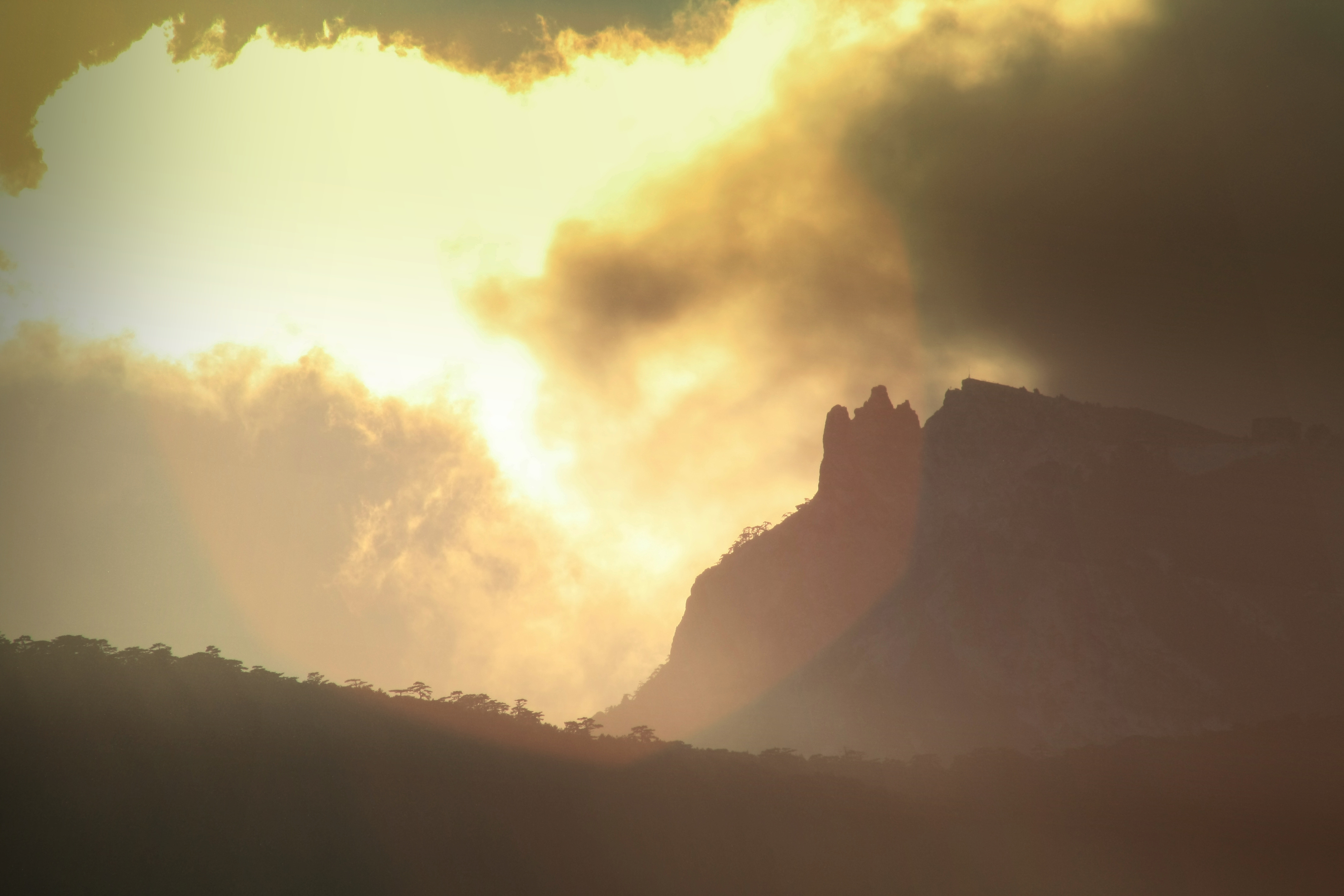
Aj-Petri
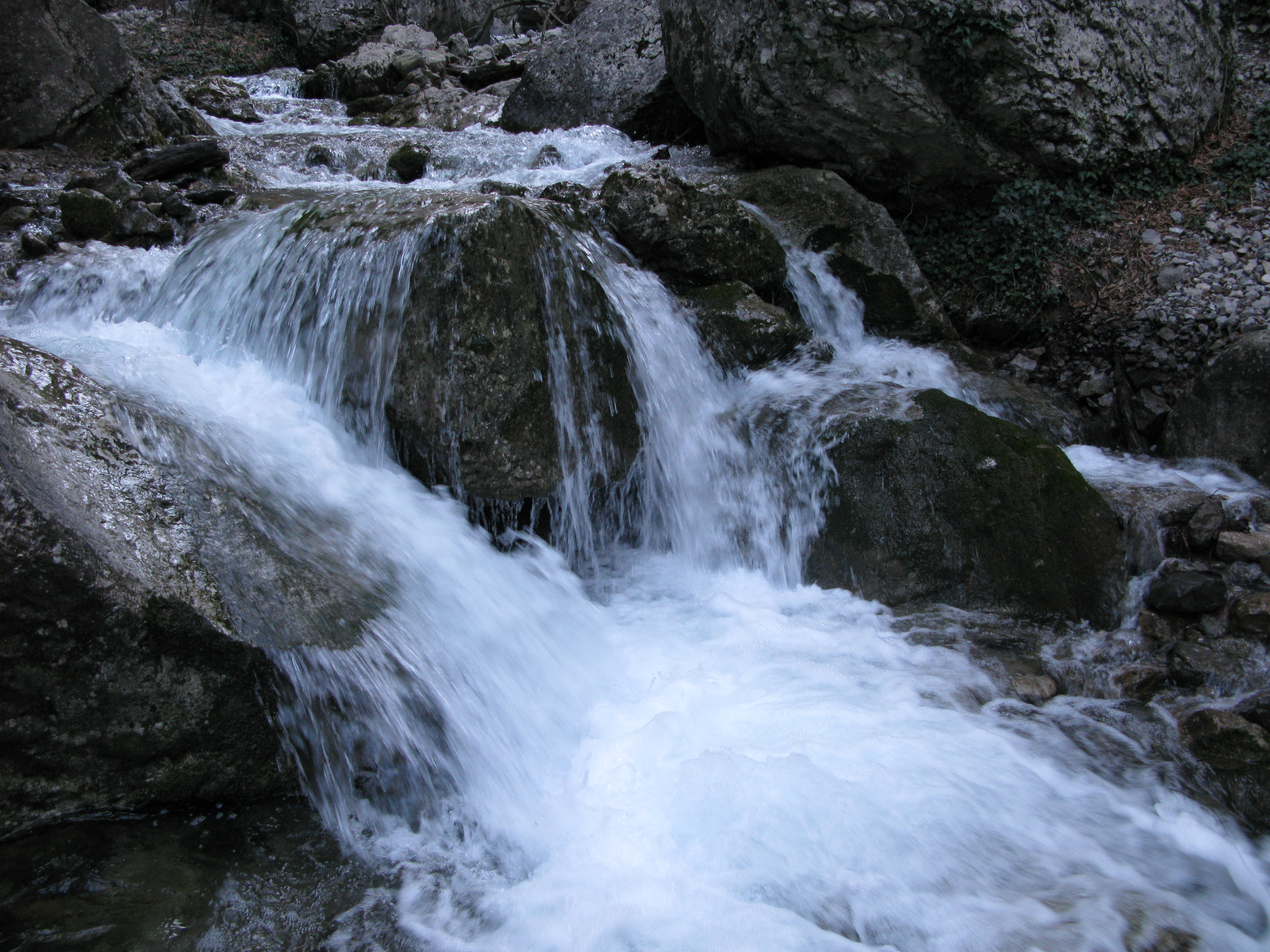
Snelstromende rivier in Bergbosreservaat Jaltinski.
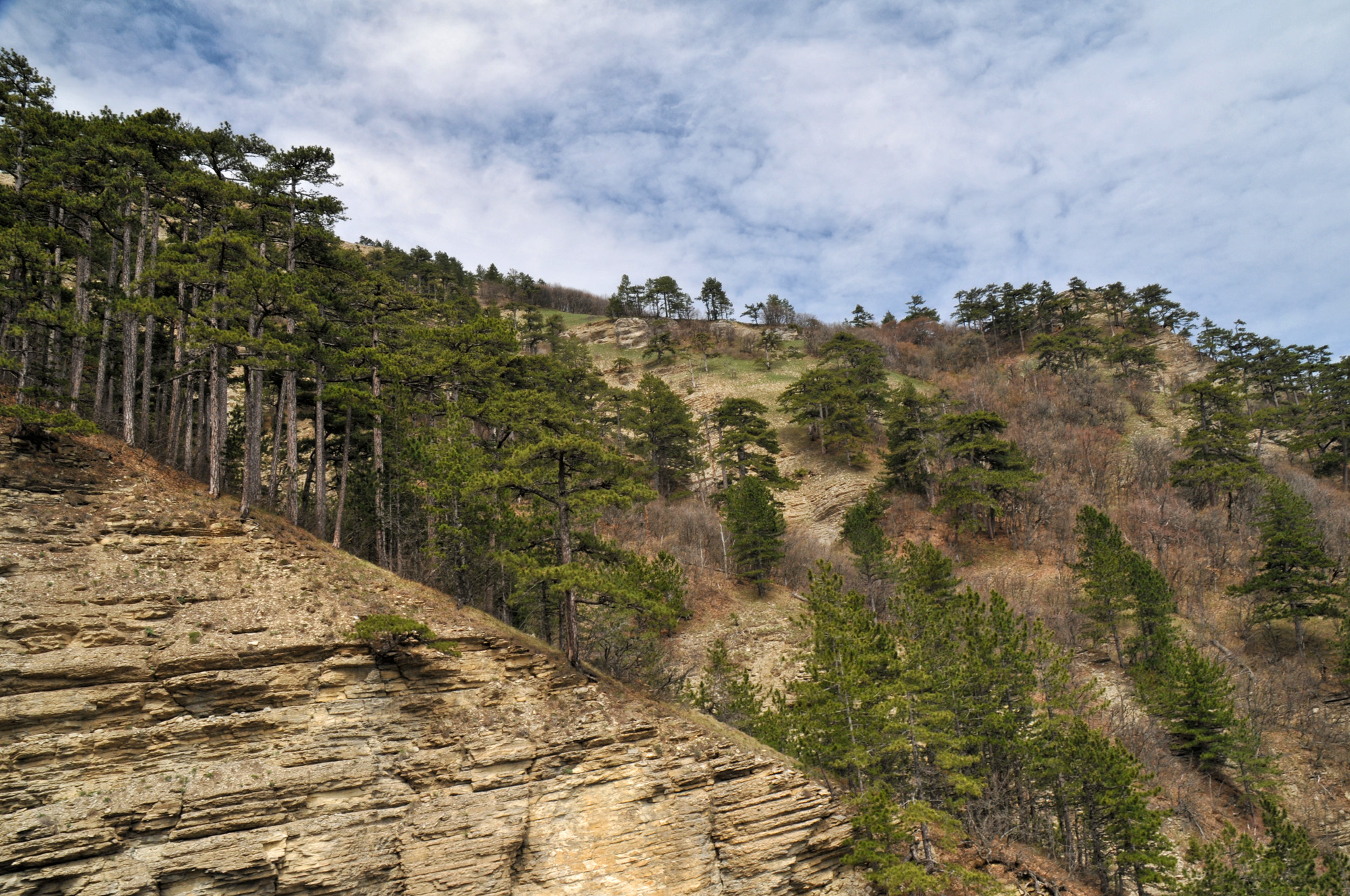
Zwarte dennenbos.